# Neopromachus iuxtavelatus
Neopromachus iuxtavelatus is een insect uit de orde Phasmatodea en de  familie Phasmatidae. De wetenschappelijke naam van deze soort is voor het eerst geldig gepubliceerd in 1937 door Günther.